# لويز بورجوا
لويز جوزفين بورجوا (بالفرنسية: Louise Joséphine Bourgeois ،
نطق فرنسي: [lwiz buʁʒwa]  ( أنصت)
)‏ فنانة أمريكية فرنسية (وُلِدت في الخامس والعشرين من ديسمبر عام 1911 وتوفيّت في الواحد والثلاثين من مايو عام 2010). كانت رسامة تُنتِج الكثير من اللوحات وصانعة مطبوعات، رغم أنها عُرِفت على نحوٍ واسع بالنحت وفن التركيب. اطلعت على أفكار رئيسية مختلفة خلال مهنتها الطويلة من ضمنها الأُلفة والعائلة، النشاط الجنسي والجسدي، بالإضافة إلى الوفاة واللاوعي أيضًا. تتعلق هذه المواضيع بوقائع في فترة طفولتها والتي اتخذتها كطرق علاجية. لم تنضم رسميًا إلى نزعة فنية محددة، رغم عملها الشائع بكثرة مع الفن السريالي والنسوي ورسمها الأعمال الفنية التجريدية.

## حياتها

### نشأتها
وُلِدت بروجوا في الخامس والعشرين من ديسمبر عام 1911 في باريس، فرنسا. كانت الطفل الثاني من ثلاثة للأبوين جوسفين فوريو ولويس، إذ كانت بورجوا الابنة الثانية. كانت تملك أختًا أكبر منها وأخًا أصغر منها. يملك أبواها صالة عرض تتاجر في الأصل في البُسُط ذات الطراز العتيق. أسست أسرتها مشغلًا لتجديد البُسُط أسفل شقتها في شوازي لو روا بعد أن تركت باريس بعد بضع سنوات من ولادة بورجوا، والتي عملت بورجوا على تصاميمها التي أصبحوا فيما بعد يرتدونها بكثرة، دائمًا ما كان الجانب السفلي من البُسُط تالفًا بسبب آثار أقدام الناس وحوافر الحيوانات.
في عام 1930، سجلت بورجوا في جامعة السوربون، باريس لدراسة الرياضيات وعلم الهندسة، إذ كانت تهتم بهذه المواضيع بسبب استقرارها، قائلة: «حصلت على راحة البال، بدراسة القوانين التي لا يستطيع أن يغيرها أحد».
عندما كانت بورجوا تدرس الرياضيات، ماتت والدتها في عام 1932. أوحى موت أمها لها بأن تتخلى عن دراسة الرياضيات وبدراسة الفن عِوضًا عنه. استمرت في دراسة الفن عبر المشاركة في الصفوف التي تتطلب مترجمين للطلاب المتحدثين بالإنكليزية ولا تأخذ ثمن المحاضرات من الطلاب المترجمين. في أحد الفصول، شاهد فرناند ليجر عملها وقال لها إنها نحاتة لا رسامة. أخذت بورجوا تعمل مرشدة للسواح في متحف اللوفر.
تخرجت بورجوا من كلية السوربون عام 1935. درست في البداية الفن في باريس في مدرسة الفنون الجميلة ومدرسة اللوفر، وبعد عام 1932 في الأكاديميات المستقلة في منطقة مونتبارناس ومونماتر مثل أكاديمية كولاروسي، وأكاديمية رانسون، وأكاديمية جوليان وأكاديمية ديلاغراندي شوميير مع آندريه لوت وفرناند ليغر وبول كولين وكانساندر. كانت بورجوا تتوق لتتلقى الخبرة المباشرة، وكانت تزور الاستوديوهات في باريس لمراتٍ متكررة لمعرفة التقنيات من الفنانين وحضور المعارض.
قابلت الأستاذ الجامعي المتخصص في الفن الأمريكي روبرت غولدوتر كزبون لها في ورشة الطباعة التي أنشأتها بجانب صالة عرض البُسُط التي يملكها والدها. انتقلا بعد زواجهما إلى الولايات المتحدة (حيث درست في جامعة نيويورك). كانوا يملكون ثلاثة أبناء (أحدهم مُتبنى) واستمر زواجهما حتى وفاته عام 1973.
سكنت بورجوا مع زوجها في مدينة نيويورك عام 1938. واستمرت في التعلّم في اتحاد طلاب الفن في نيويورك، وتعلّمت الرسم على يد الفنان فاتسلاف فايتليسل، وصُنع المنحوتات والنسخ المطبوعة. «احتوت اللوحة الأولى على شبكة؛ الشبكة شيء مسالم جدًا لأنه لا يمكن أن يحدث أي شيء بشكل خاطئ... كل شيء تام. لا يوجد مكان للقلق... كل شيء يملك مكانًا، كل شيء مُحتفى به».
جسدت بورجوا إشارات إلى سيرتها الذاتية هذه في التمثال الذي نحتته «كوارانتانيا I» المعروض في متحف كلية الفنون الجميلة في هيوستن.

### السنوات الوسطى من حياتها
مثّلت بداية أربعينيات القرن العشرين بالنسبة لبورجوا عوائق الانتقال إلى دولة جديدة والمكافحة من أجل المشاركة في عالم معارض مدينة نيويورك. بَنَت عملها في أثناء هذه الفترة من بقايا الخردة وقطع الخشب الطافية والتي استُخدِمت لنحت المنحوتات الخشبية المستقيمة. ومن ثم كانت تطلي شوائب الخشب لإخفائها، وتستخدم المسامير بعد ذلك لصنع فجوات وخدوش سعيًا لتمثيل بعض العاطفة. يُعد العمل الفني «سليبينغ فيغر» مثالًا لوصف شخصية حربية لا تستطيع مواجهة العالم الحقيقي المناسب بسبب كونها معرضة للخطر. على مدى حياتها، ابتدعت بورجوا عملها بالرجوع إلى ماضيها القلق الذي كانت تكتشف فيه الوحي وتتخلص مؤقتًا من عواطف سنوات الطفولة والتعسف الذي لاقته من والدها. رغم أن سنوات حياتها المتوسطة كانت مبهمة، إلا أنها نمّت بتأنٍّ المزيد من الإبداع الفني، ربما يعود الأمر لحقيقة تلقّيها انتباهًا قليلًا جدًا من عالم الفن بالرغم من إقامة أول معرض فردي لها في عام 1945. في عام 1951، مات والدها وغدت مواطنة أمريكية.
في عام 1954، أصبحت بورجوا عضوًا في مجموعة الفنانين التجريديين الأمريكيين، مع عدة زملاء، من بينهم بارنيت نيومان وآد راينهارت. كوَّنت في هذا الوقت أيضًا صداقات مع الفنانين ويليم دي كوننغ، مارك روثكو وجاكسون بولوك. كأحد أعضاء مجموعة الفنانين التجريدين الأمريكيين، تحوّل عمل بورجوا من نحت الهياكل الخشبية والمستقيمة إلى الرخام والجص والبرونز إذ خاضت في عملها في المواضيع المقلقة مثل الخوف وشدة التأثُر وفقدان السيطرة. كان هذا التحول نقطة تغيير. أشارت إلى فنها بوصفه مجموعة أو سياقًا متعلقًا بشدّة بالأيام والمواقف، وواصفة عملها المبكر بالخوف من الانهيار الذي أصبح لاحقًا فن الانهيار وفي تقدمه النهائي أصبح فنًا معلقًا. منحتها النزاعات في حياتها الواقعية القدرة على توثيق تجاربها ونضالها بشكل لا نظير له. انتقلت بورجوا وزوجها إلى منزل مزود بمدرجات في شارع ويست 20 في تشيلسي، مانهاتن حيث سكنت وعملت هناك طوال حياتها الباقية.
كانت أعمال بورجوا نسوية مثل فيم مايزون ( (1946-1947وتورسو سيلف بورتريه ( (1963-1964وآرتش أوف هيستيريا (1993). بصرف النظر عن حقيقة نبذها لفكرة أن مشروعها الفني كان نسويًا، فقد مثّلت جميع أعمالها الجسد النسائي. في نهاية ستينيات القرن العشرين، صارت تماثيلها جنسية بوضوح أكبر، إذ كانت تُبين العلاقة بين الرجل والمرأة والتأثير العاطفي لطفولتها الصعبة. أظهرت المنحوتات الجنسية الواضحة مثل منحوتة جانوس فلوري ( (1968أنها لم تكن خائفة من استعمال الهيئة الأُنثوية بأساليب جديدة. واقتُبِس عنها قولها: «عملي يتفق مع المشاكل التي تسبق تصنيف الجنس»، وكتبت: «مثلًا، الحسد ليس ذكرًا أو أُنثى». مع زيادة ظهور نظرية المساواة بين الجنسين، أسست من خلال عملها جمهورًا هائلًا. بالرغم من هذا الإصرار، في عام 1976، برزت المنحوتة «فيم مايزون» على غلاف كتاب لوسي ليبارد بعنوان «من المركز»؛ وهو مجموعة مقالات نسوية عن فن النساء الذي صار فيما بعد رمزًا للحركة النسوية الفنية.

### أواخر حياتها
في عام 1973، باشرت بورجوا العمل بالتدريس في معهد برات، واتحاد كوبر، وكلية بروكلين ومدرسة مرسم نيويورك للرسم والنحت. من عام 1974 حتى 1977، عملت بورجوا في كلية الفنون البصرية في نيويورك لتَعلُم صناعة الطباعة والنحت. علَّمت في المدارس العامة أيضًا لعدة سنين في غريت نيك، لونع آيلاند. 
في بداية سبعينيات القرن العشرين، أقامت بورجوا جلسات تُدعى «الأحد، الأحد الدامي» في بيتها في تشيلسي. تزدحم هذه المعارض الفنية بالفنانين الشباب والطلاب الذين تقوم بورجوا بتقييم أعمالهم. بدأت تسمية هذه اللقاءات بهذا الاسم بسبب الطبيعية القاسية لبورجوا في التقييم وحس الدعابة الموضوعي لديها. أوحت بورجوا للطلاب بجعل الفن النسوي على سجيّته. ومع ذلك، أوضح صديق لويز ومعاونها لمدة طويلة، جيري غوروفوي، أن لويز ترى عملها الخاص «سابقًا لتصنيف الجنس».
انضمت بورجوا إلى النشطاء وأصبحت عضوًا في منظمة مقاومة الرقابة، وهي منظمة نسوية ضد الرقابة أُنشأتها صديقتها الفنانة أنيتا ستيكل. ناصرت المنظمة، في سبعينيات القرن العشرين، استعمال التماثيل الجنسية في العمل الفني. ناقشت ستيكل أنه «إذا كان العضو الذكري المنتصب غير مفيد بصورة كافية للذهاب إلى المتاحف، فلا يجب اعتباره مفيدًا بصورة Artforum كافية للذهاب إلى النساء».
في عام 1978، فُوِضت بورجوا من قِبل قسم الخدمات العامة لصنع منحوتة «جوانب الشمس» وهو التمثال الشهير الأول لها، نُصب العمل خارج المبنى الاتحادي في مانشستر، نيوهامبشر.
حصلت بورجوا على أول معرض استرجاعي لها عام 1982، من متحف الفن العصري في مدينة نيويورك. حتى ذلك الوقت، كانت شخصية بعيدة عن الفن لكن أعمالها حازت على ما هو أكثر من الإشادة العامة. في مقابلة مع مجلة آرت فوريوم التي أجريت في الوقت نفسه لافتتاح معرضها الاسترجاعي، بينت بورجوا أن التماثيل في منحوتاتها قد مثّلت سيرتها الذاتية برمتها. تشاركت مع العالم بأنها استعادت بهوس صدمة اكتشافها، وهي طفلة، أن مربيتها كانت عشيقة والدها من خلال أعمالها الفنية.
في عام 1989، ابتكرت بورجوا للمنزل الذي أبقت عليه في ستابليتون، جزيرة ستاتن، رسمًا بإبرة فولاذية بعنوان «مود لان»، والذي اعتبرته بيئة للنحت أكثر من كونه مكانًا للسكن
أقامت بورجوا معرضًا استرجاعيًا آخر في عام 1989 في معرض دوكومينتا في كاسل، ألمانيا. عندما أجرت الأكاديمية الملكية دراسة على كُلية الفن الأمريكي في القرن العشرين، لم يأخذ المنظمون عمل بورجوا بعين الاعتبار أو بأنه ذو مغزى مهم ليكون ضمن الدراسة. ومع ذلك، نُقدت هذه الدراسة للإهمال الكبير فيها، إذ كتب أحد النقاد: «أُهملت أجزاء كاملة من أفضل الفنون الأمريكية» ولفتت الدراسة الانتباه بأنها شملت عددًا ضئيلًا من النساء. في عام 2000، انتُقيت أعمالها لتكون معروضة في افتتاحية متحف «تيت مودرن» في لندن. في عام 2001، عُرضت أعمالها في متحف هيرميتاج.
في عام 2010، آخر عام في حياتها، عبَّرت في فنها عن المثليات، المثليين، ثنائيي التوحه الجنسي والمتحولين جنسيًا ومجتمع الميم. ابتكرت القطعة «آي دو» التي تمثلت بزهرتين تنبتان من ساق واحدة، من أجل مساعدة المنظمة غير التجارية «حرية الزواج». ذكرت بورجوا: «لكل شخص أن يملك الحق في الزواج. يعد الإخلاص في حب شخص إلى الأبد شيئًا جميلًا». كان تاريخ بورجوا مليئًا بحملات المساواة لصالح مجتمع الميم، صنعت عملًا فنيًا لصالح جمعية مكافحة الإيدز ACT UP في عام 1993.

### موتها
ماتت بورجوا في الحادي والثلاثين من مايو في عام 2010 بسبب فشل في القلب، في مستشفى ماونت سيناي بيت إسرائيل في مانهاتن. صرحت ويندي ويليامز، المديرة التنفيذية لاستوديو لويز بورجوا بخبر وفاتها. واصلت بورجوا صنع الأعمال الفنية المبتكرة حتى وفاتها، واكتملت آخر قطعة صنعتها قبل أُسبوع من وفاتها.
ذكرت صحيفة نيويورك تايمز أن عملها «عبارة عن مشاركة مجموعة من الأفكار الرئيسية المكررة، التي تدور حول جسد الإنسان الذي يحتاج إلى التنشئة والحماية في عالم مفزع».
مات زوجها روبرت غولدووتر في عام 1963. بقيَ لديها ولدان، آلان بورجوا وجين لويس بورجوا. مات نجلها الأول ميشيل في عام 1990.

## أعمالها

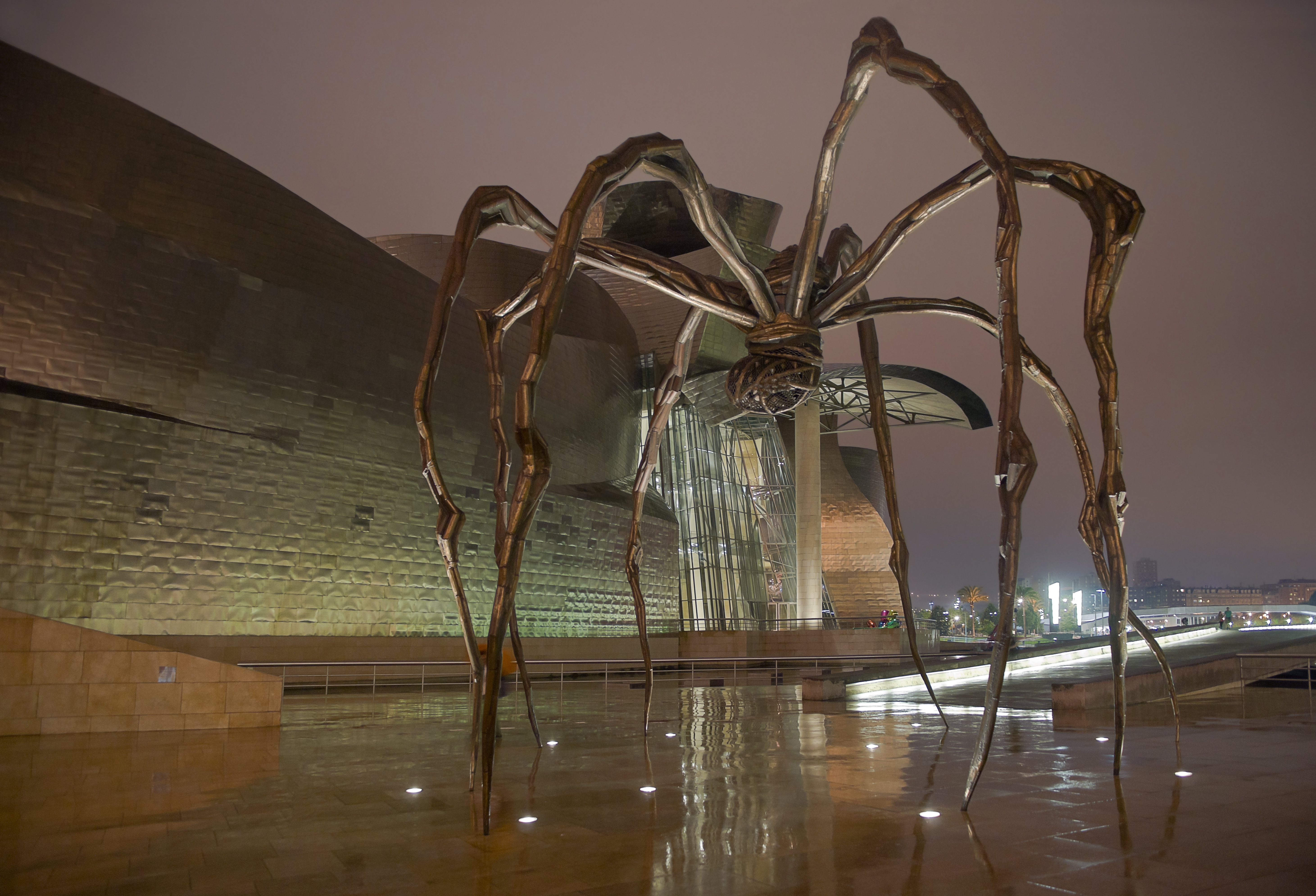
تمثال العنكبوت لمامان للويز بورجوا

### بيت المرأة
تُبين بورجوا بهذا العمل «بيت المرأة ( «(1946–47وهو مجموعة من اللوحات، الصلة بين المرأة والمنزل. تحلّ أشكال المنازل محل رؤوس النساء في هذه الأعمال، جاعلةً أجسادهن بعيدة عن العالم الخارجي ومحافِظةً على عقولهن ذات التفكير المنزلي. تتناسب هذه الفكرة مع الفن المعاصر المجرد من الإنسانية.

### إبادة الأب
يُعد هذا العمل «إبادة الأب» سيرة ذاتية وبحثًا في علم النفس عن صلاحيات الأب في السيطرة على ذريته. تتكون العينة من لحم منسجم مُركب في حجرة رخوة تشبه الرحم. شُكِلت من الجص، لبن الشجر، الخشب، القماش والضوء الأحمر، إذ استُعملت فيها لأول مرة لوازم رخوة بشكل كبير. يقف المشاهد عند دخوله للتركيب عند آثار جريمة حدثت في غرفة عشاء ذات طابع متكلف (مع تأثير غرفة النوم الثنائي)، وفي الخلاصة قام الأطفال الذين يشبهون الأب المتسلط بعصيانه وقتله ثم أكلوه.
«...للتعبير عن مدى قوته للجمهور المتلقي، وعن كل الأشياء العجيبة التي فعلها وكل الناس السيئين الذين قمعهم اليوم. لكن هذا يمضي يومًا بعد يوم. وتوجد المعاناة في الهواء. فهو متسلط بشكل بطريقة لا تحتمل مع أنه على الأرجح لا يعي ذلك الأمر بنفسه. يتفاقم نوعٌ من الضغينة، وفي يوم من الأيام نوينا أنا وأخي «لقد جاء الوقت المناسب!» قبضنا عليه، وطرحناه على الطاولة وشرحناه بسكاكيننا. حملناه جانبًا ومزقنا أوصاله إربًا، وقمنا بقص عضوه. وصار طعامًا جاهزًا فالتهمناه... تخلصنا منه بنفس الأسلوب الذي فعله للتخلص من الأطفال».

### التعويذة في الفن
في عام 1982، أبرز متحف الفن العصري في مدينة نيويورك عملًا لفنان مجهول، وهو عمل لويز بورجوا. كان عمرها سبعين عامًا وبرزت كفنانة تواصل متنوعة تستخدم في أعمالها الورق والمعدن والرخام والهياكل العظمية للحيوانات. أدى أذى الطفولة من قِبل العائلة إلى ظهور التعويذة في الفن، وقد بدت بورجوا ساعية للتخلص من أزماتها من خلال عملها. اعتقدت قبل وقت طويل من دخولها لعالم الفن والمجتمع أن مسائل الهوية الأنثوية والجسد والعائلة المشتتة يُعبر عنها بالفن، أدركت أنه يمكن أن تصبح على صلة مع هذه المسائل. بهذا الأسلوب، اكتشفت بورجوا توجهاتها وتوازن أزماتها العاطفية. نشرت صحيفة نيويورك تايمز: «تحمل أعمالها طابع الرقة والقسوة، القبول والمواجهة، التردد والقناعة».

### الخلايا
صنعت بورجوا في ثمانينياتها مجموعتين من أعمال التركيب المطوقة التي أطلقت عليها اسم الخلايا. تكوّن الكثير منها بشكل تراكيب صغيرة مطوقة تدفع المشاهد للنظر عن كثب نحو تنظيم الغايات المجازية، والمجموعة الأخرى قاعات صغيرة تشجع المشاهد للدخول. في أجزاء الخلية، استعملت بورجوا قوالب نحتتها فيما مضى، ومواضيع الشخصية التي تنقل عاطفة شخصية شديدة بالنسبة للفنان.
أوضحت الخلايا المواقف النفسية والذهنية، أولها أحاسيس الخوف والأسى. قالت بورجوا إن الخلايا تشرح «نماذج متنوعة من الأسى الجسدي والعاطفي والنفسي والذهني والفكري... تتوافق كل خلية مع الخوف. فالخوف هو الأسى... تتوافق كل خلية مع لذة استراق النظر، والانفعال عند تبادل النظرات».

### منحوتة الوالدة
شَرعت بورجوا في نهاية تسعينيات القرن العشرين في اتخاذ العنكبوت رمزًا أساسيًا في الفن الخاص بها. منحوتة «الوالدة» التي يزيد ارتفاعها عن تسعة أمتار، هي منحوتة من الفولاذ والرخام وفيما بعد صُبّت ستة أشكال برونزية منها. صُنعت وعُرضت لأول مرة كقسم أساسي من مهمة بورجوا لصنع مجموعة يونيليفر لقاعة معرض تيت مودرن لعام 2000، نُصبت المنحوتة في مركز قطر الوطني للمؤتمرات في الدوحة، قطر. يزيد ارتفاع أكبر منحوتة عنكبوت لها باسم «الوالدة» عن ثلاثين قدمًا (9.1 متر) وقد نُصبت في أماكن متعددة حول العالم وهي أكبر منحوتة عنكبوت على الإطلاق. من ناحية أخرى، دلّت منحوتة «الوالدة» على صلابة والدتها، مع مجاز الغزل، الحياكة، التربية والحماية. منحتها سيطرة موضوع العنكبوت على عملها تسمية «المرأة العنكبوت».
«العنكبوت هو قصيدة لأمي. كانت صديقتي المفضلة. كانت أمي نساجة، شبيهة بالعنكبوت. امتهنت عائلتي عمل تجديد الأنسجة، وكانت أمي تُدير المعمل. كانت أمي بارعة مثل العناكب. نعرف أن البعوض ينقل الداء، لذلك لا توجد حاجة إليه. لكن وجود العناكب ودي لأنه يأكل البعوض. العناكب نافعة وحامية، بالذات مثل أمي».

--لويز بورجوا.

### منازل فارغة
تتكون منحوتة «منازل فارغة» التي صنعتها بورجوا من بنية معدنية متناظرة عالية جرى تثبيتها بطبق بسيط. من الضروري أن يبصرها الفرد بنفسه ليدرك تأثيرها. «إنها لا تعرضك للخطر أو تحميك، لكنها تخرج أعماق الحصر النفسي الموجود داخلك». بينت نتائج بحث باتشيلارد من علماء النفس أنَّ الطفل ذا البال المضطرب سيقوم برسم منزل شاهق وضيق دون أساس. والسبب الذي يعزز نحت بورجوا لهذه القطع هو طفولتها القاسية الصادمة.

### صناعة المطبوعات
نجحت بورجوا في صناعة المطبوعات في أثناء بداية مهنتها وفي نهايتها أيضًا: في ثلاثينيات وأربعينيات القرن العشرين، عند قدومها الأول لباريس من نيويورك، حين تلقى عملها اهتمامًا شاسعًا. عادت مرة أخرى لصنع المطبوعات في ثمانينيات القرن العشرين. كانت تنتج مطبوعات في وقت مبكر من حياتها في مطبعة صغيرة في منزلها أو في المعمل المعروف «أتيليه 17». بما أنَّ بورجوا وجهت اهتمامها الكامل نحو النحت، أدى ذلك لتوليد فجوة كبيرة في تلك المرحلة. بعد الدعم الأول من ناشري المطبوعات، عادت لإنتاج المطبوعات من جديد في سبعينياتها. أعادت فتح مطبعتها القديمة، وأضافت أخرى، بينما كانت تعمل بأمانة مع الطابعين الذين يُقبِلون إلى منزلها من أجل التعاون معها. أعقبت ذلك فترة نشطة لصناعة المطبوعات، دامت حتى موت الفنانة. ابتكرت بورجوا خلال مسيرة حياتها ما يقارب 1500 تركيب مطبوع.
نوَت بورجوا عام 1990، أن تهب أرشيفها الكامل من الأعمال المطبوعة إلى معرض الفن العصري. طرح المتحف في عام 2013، فهرسًا على الإنترنت باسم «لويز بورجوا: المطبوعات والكتب الكاملة». يؤكد الموقع على طريقة ابتكار الفنان ويصنف مطبوعات وكتب بورجوا المصورة ضمن إطار إنتاجها الإجمالي بما فيها الأعمال المتعلقة بالبيئات الأخرى التي تتوافق مع نفس الأفكار والتشابيه.

## جوائز
حصلت على جوائز منها:
- قاعة الشهرة الوطنية للمرأة (2009).
- وسام جوقة الشرف (2008).
- الوسام النمساوي للعلوم والفنون.
- جائزة وولف (2003).
- جائزة بريميم (1999).
- جائزة إنجاز العمر للتجمع النسائي للفن (1980).
- الميدالية الوطنية للفنون.

## وصلات خارجية
- لويز بورجوا على موقع IMDb (الإنجليزية)
- لويز بورجوا على موقع الموسوعة البريطانية (الإنجليزية)
- لويز بورجوا على موقع مونزينجر (الألمانية)
- لويز بورجوا على موقع ميوزك برينز (الإنجليزية)
- لويز بورجوا على موقع إن إن دي بي (الإنجليزية)
- لويز بورجوا على موقع قاعدة بيانات الفيلم (الإنجليزية)